# Castille-et-León
Pour les articles homonymes, voir Castille (homonymie).
Castille-et-León  (en espagnol : Castilla y León ; en léonais : Castiella y Llión ; en galicien : Castela e León) est une communauté autonome d'Espagne située dans le nord-ouest  du pays. Elle est entourée par la Galice, les Asturies, la Cantabrie, le Pays basque, La Rioja, l'Aragon, la Castille-La Manche, la communauté de Madrid, l'Estrémadure et le Portugal.
La communauté autonome de Castille-et-León n'a pas de capitale officielle. La Junte et les Cortes ont toutes deux leur siège à Valladolid qui est la ville la plus peuplée, cependant d'autres institutions ont leur siège ailleurs dans la communauté. Des propositions pour faire de Valladolid la capitale officielle n'ont pas abouti, en raison de la réticence venue de la région historique de León.
On trouve en Castille-et-Léon plus de 60 % de tout le patrimoine (architectural, artistique, culturel, etc.) existant en Espagne. On peut le répartir ainsi : 8 biens faisant partie du patrimoine de l'humanité, presque 1 800 biens culturels classés, 112 sites historiques, 400 musées, plus de 500 châteaux, dont 16 ont une grande valeur historique, 12 cathédrales, une église concathédrale, et la plus grande concentration d'art roman du monde. Ainsi, avec 8 biens culturels classés au patrimoine mondial, la Castille-et-León est avec la Bourgogne-Franche-Comté, la région du monde comptant le plus de biens culturels distingués et bénéficiant d'une haute protection accordée par l'UNESCO, devant le Grand Est en France avec 7 biens culturels et  les régions italiennes telles que la Toscane et la Lombardie, qui comptent 7 biens culturels également.
La région subit depuis les années 1950 un important exode rural. De nos jours, elle manque de médecins, de logements publics et de transports.

## Subdivisions

Provinces de Castille-et-León.

Castille-et-León est divisée en neuf provinces :
- province d'Ávila,
- province de Burgos,
- province de León,
- province de Palencia,
- province de Salamanque,
- province de Ségovie,
- province de Soria,
- province de Valladolid,
- province de Zamora.

## Liste des présidents de Castille-et-León

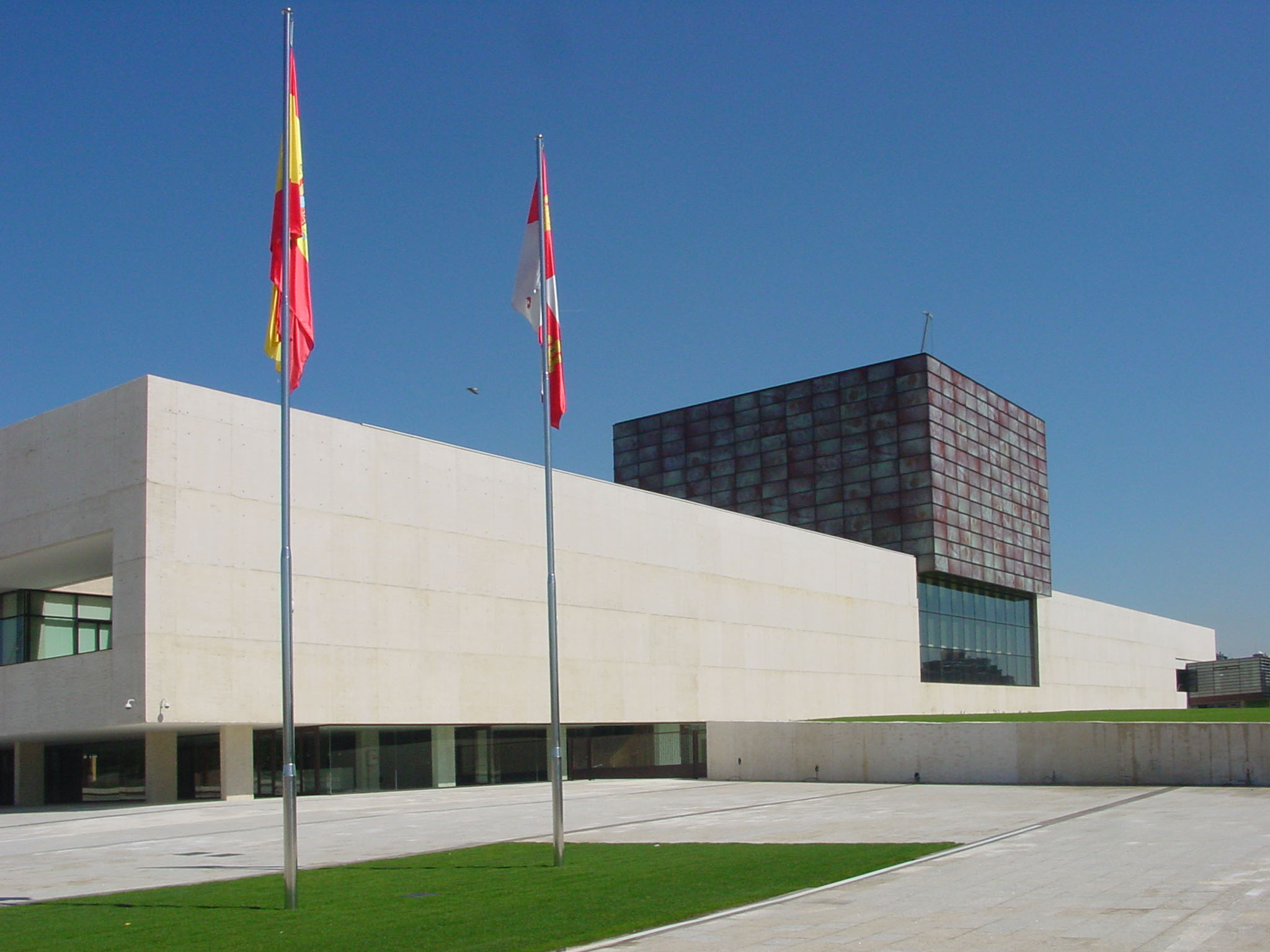
Le nouveau bâtiment des Cortes de Castille-et-León, à Valladolid.

| Nº | Nom                       | Début | Fin      | Parti |
| -- | ------------------------- | ----- | -------- | ----- |
| 1. | Demetrio Madrid           | 1983  | 1985     | PSOE  |
| 2. | José Constantino Nalda    | 1985  | 1987     | PSOE  |
| 3. | José María Aznar          | 1987  | 1989     | AP-PP |
| 4. | Jesús Posada              | 1989  | 1991     | PP    |
| 5. | Juan José Lucas           | 1991  | 2001     | PP    |
| 6. | Juan Vicente Herrera      | 2001  | 2019     | PP    |
| 7. | Alfonso Fernández Mañueco | 2019  | En cours | PP    |